# アパリゾート栃木の森ゴルフコース
アパリゾート 栃木の森ゴルフコース（アパリゾート とちぎのもりゴルフコース）は、栃木県栃木市大久保町にあるゴルフ場。 

## 概要
2002年5月28日に清水建設グループ大久保開発の栃木の森ゴルフコース（とちぎのもりゴルフコース、運営：東急リゾートサービス）として開場し、その後現在の名称へ変更、アパグループのアパリゾート（大久保開発を商号変更）によって運営されている。ゴルフコース設計は安田幸吉、施工は清水建設。

## 沿革
- 2002年（平成14年）5月28日：栃木の森ゴルフコースとして開場。
- 2005年（平成17年）10月14日：アパリゾート 栃木の森ゴルフコースへ名称変更。

## アクセス
- 東北自動車道栃木IC